# Dubrava, Ivanjica
Dubrava (izvirno srbsko Дубрава) je naselje v Srbiji, ki upravno spada pod Občino Ivanjica; slednja pa je del Moraviškega upravnega okraja.

## Demografija
V naselju živi 1476 polnoletnih prebivalcev, pri čemer je njihova povprečna starost 39,7 let (39,1 pri moških in 40,4 pri ženskah). Naselje ima 538 gospodinjstev, pri čemer je povprečno število članov na gospodinjstvo 3,42.
To naselje je, glede na rezultate popisa iz leta 2002, večinoma srbsko.
|  |

| Demografija | Demografija     | Demografija     |
| Leto        | Št. prebivalcev | Št. prebivalcev |
| ----------- | --------------- | --------------- |
|             |                 |                 |
|             |                 |                 |
|             |                 |                 |
|             |                 |                 |
| 1948        | 1682            |                 |
| 1953        | 1699            |                 |
| 1961        | 1621            |                 |
| 1971        | 1550            |                 |
| 1981        | 1770            |                 |
| 1991        | 1901            | 1867            |
| 2002        | 1880            | 1839            |
|             |                 |                 |

| Etnična sestava po popisu iz leta 2002 | Etnična sestava po popisu iz leta 2002 | Etnična sestava po popisu iz leta 2002 | Etnična sestava po popisu iz leta 2002 | Etnična sestava po popisu iz leta 2002 |
| -------------------------------------- | -------------------------------------- | -------------------------------------- | -------------------------------------- | -------------------------------------- |
| Srbi                                   | Srbi                                   |                                        | 1.823                                  | 99,12%                                 |
| Romi                                   | Romi                                   |                                        | 3                                      | 0,16%                                  |
| Madžari                                | Madžari                                |                                        | 2                                      | 0,10%                                  |
| Črnogorci                              | Črnogorci                              |                                        | 1                                      | 0,05%                                  |
| Hrvati                                 | Hrvati                                 |                                        | 1                                      | 0,05%                                  |
| Ukrajinci                              | Ukrajinci                              |                                        | 1                                      | 0,05%                                  |
| Makedonci                              | Makedonci                              |                                        | 1                                      | 0,05%                                  |
| Neznano                                | Neznano                                |                                        | 3                                      | 0,16%                                  |